# Jordan Torunarigha
Jordan Torunarigha (Chemnitz, 7 de agosto de 1997) é um futebolista profissional alemão naturalizado nigeriano que atua como zagueiro. Atualmente joga no Hamburgo.

## Carreira
Jordan Torunarigha começou a carreira no Hertha Berlim.